# Lawson Duncan
Lawson Duncan, né le 26 octobre 1964 à Asheville, est un ancien joueur de tennis professionnel américain.

## Palmarès

### Finales en simple messieurs
| No | Date       | Nom et lieu du tournoi                           | Catégorie    | Dotation  | Surface      | Vainqueur          | Score         |  |
| -- | ---------- | ------------------------------------------------ | ------------ | --------- | ------------ | ------------------ | ------------- |  |
| 1  | 15-04-1985 | Tournoi de tennis de Bari, Bari                  |              | 80 000 $  | Terre (ext.) | Claudio Panatta    | 6-2, 1-6, 7-6 |  |
| 2  | 22-04-1985 | Tournoi de tennis de Marbella, Marbella          |              | 100 000 $ | Terre (ext.) | Horacio de la Peña | 6-0, 6-3      |  |
| 3  | 13-05-1985 | Tournoi de tennis de Madrid, Madrid              |              | 80 000 $  | Terre (ext.) | Andreas Maurer     | 7-5, 6-2      |  |
| 4  | 04-07-1988 | Tournoi de tennis US Pro, Boston                 |              | 297 500 $ | Terre (ext.) | Thomas Muster      | 6-2, 6-2      |  |
| 5  | 08-05-1989 | US Men's Clay Court Championship, Charleston     |              | 190 000 $ | Terre (ext.) | Jay Berger         | 6-4, 6-3      |  |
| 6  | 11-06-1990 | Torneo Internazionale Citta di Firenze, Florence | World Series | 225 000 $ | Terre (ext.) | Magnus Larsson     | 6-7, 7-5, 6-0 |  |